# 由谷一郎
由谷一郎（ゆたに いちろう、1919年（大正8年）7月13日 - ）は、和歌山県生まれの歌人。
第一歌集『砕氷塔』は、生業の遠洋漁業経営の日常を静かに見つめた清明な作品を特色とする。以後第7歌集『秋茜』まで、一貫して佐藤佐太郎の純粋短歌論を軸とする作品を発表、清澄静謐な歌風を持ち味とする。佐藤佐太郎に関する論考や作品鑑賞を収めた著書数冊がある。
和歌山師範学校を卒業し、戦前は小学校教員をしていた。

## 経歴
- 1919年（大正8年） 和歌山県に生まれる。
- 1938年（昭和13年） 池上秋石主宰『紀伊短歌』に入会。
- 1944年（昭和19年） 召集。
- 1945年（昭和20年） 帰郷復職。
- 1946年（昭和21年） 師範学校での恩師長坂瑞午夫人、梗の紹介で「歩道短歌会」に入会、佐藤佐太郎に師事。
- 1962年（昭和37年） 第一歌集『砕氷塔』刊行。
- 1968年（昭和43年） 佐藤佐太郎・志満夫妻を、那智山、太地等に案内。
- 1969年（昭和44年） 『佐藤佐太郎論覚書』刊行。
- 1970年（昭和45年） 「歩道短歌会」幹事。
- 1971年（昭和46年） 第二歌集『海橋』刊行。
- 1972年（昭和47年） 現代歌人協会会員。
- 1974年（昭和49年） 佐藤佐太郎・志満夫妻らとともにヨーロッパ旅行。
- 1977年（昭和52年） 佐藤佐太郎・志満夫妻らとともにアラスカ旅行。
- 1978年（昭和53年） 『佐藤佐太郎の秀歌』刊行。佐藤佐太郎・志満夫妻らとともにカナダ旅行。
- 1979年（昭和54年） 第三歌集『沖雲』刊行。
- 1980年（昭和55年） 赤城猪太郎と那智山青岸渡寺に佐藤佐太郎の歌碑を建立。
- 1985年（昭和60年） 第四歌集『島渚』刊行。
- 1987年（昭和62年） 『佐藤佐太郎の秀歌』増補改訂版刊行。
- 1988年（昭和63年） 現代歌人叢書、第五歌集『濤の音』刊行。
- 1991年（平成3年） 『佐藤佐太郎私記』刊行。
- 1995年（平成7年） 第六歌集『聴濤』刊行。
- 2004年（平成16年） 第七歌集『秋茜』刊行。

## 著書

### 歌集
- 第一歌集『砕氷搭』 誠信書房 1962年（昭和37年）
- 第二歌集『海橋』 短歌新聞社 1971年（昭和46年）
- 第三歌集『沖雲』 短歌新聞社 1979年（昭和54年）
- 第四歌集『島渚』 1985年（昭和60年）
- 第五歌集『濤の音』 現代歌人叢書 短歌新聞社 1988年（昭和63年）
- 第六歌集『聴濤』 短歌新聞社 1995年（平成7年）
- 第七歌集『秋茜』 短歌新聞社 2004年（平成16年）

### 評論
- 『佐藤佐太郎論覚書』 短歌新聞社 1969年（昭和44年）
- 『佐藤佐太郎の秀歌』 短歌新聞社 1978年（昭和53年）
- 『佐藤佐太郎の秀歌』 短歌新聞社増補改訂版 1987年（昭和62年）
- 『佐藤佐太郎私記』 短歌新聞社 1991年（平成3年）